# Брунштат
Брунштат (фр. Brunstatt) насеље је и општина у источној Француској у региону Алзас, у департману Горња Рајна која припада префектури Милуз.
По подацима из 2011. године у општини је живело 6104 становника, а густина насељености је износила 631,88 становника/km². Општина се простире на површини од 9,66 km². Налази се на средњој надморској висини од 245 метара (максималној 329 m, а минималној 240 m).

## Демографија
| 1962. | 1968. | 1975. | 1982. | 1990. | 1999. | 2011. |
| ----- | ----- | ----- | ----- | ----- | ----- | ----- |
| 4.024 | 4.424 | 5.047 | 4.887 | 5.168 | 5.536 | 6.104 |

График промене броја становника у току последњих година